# Santa Maria del Riposo

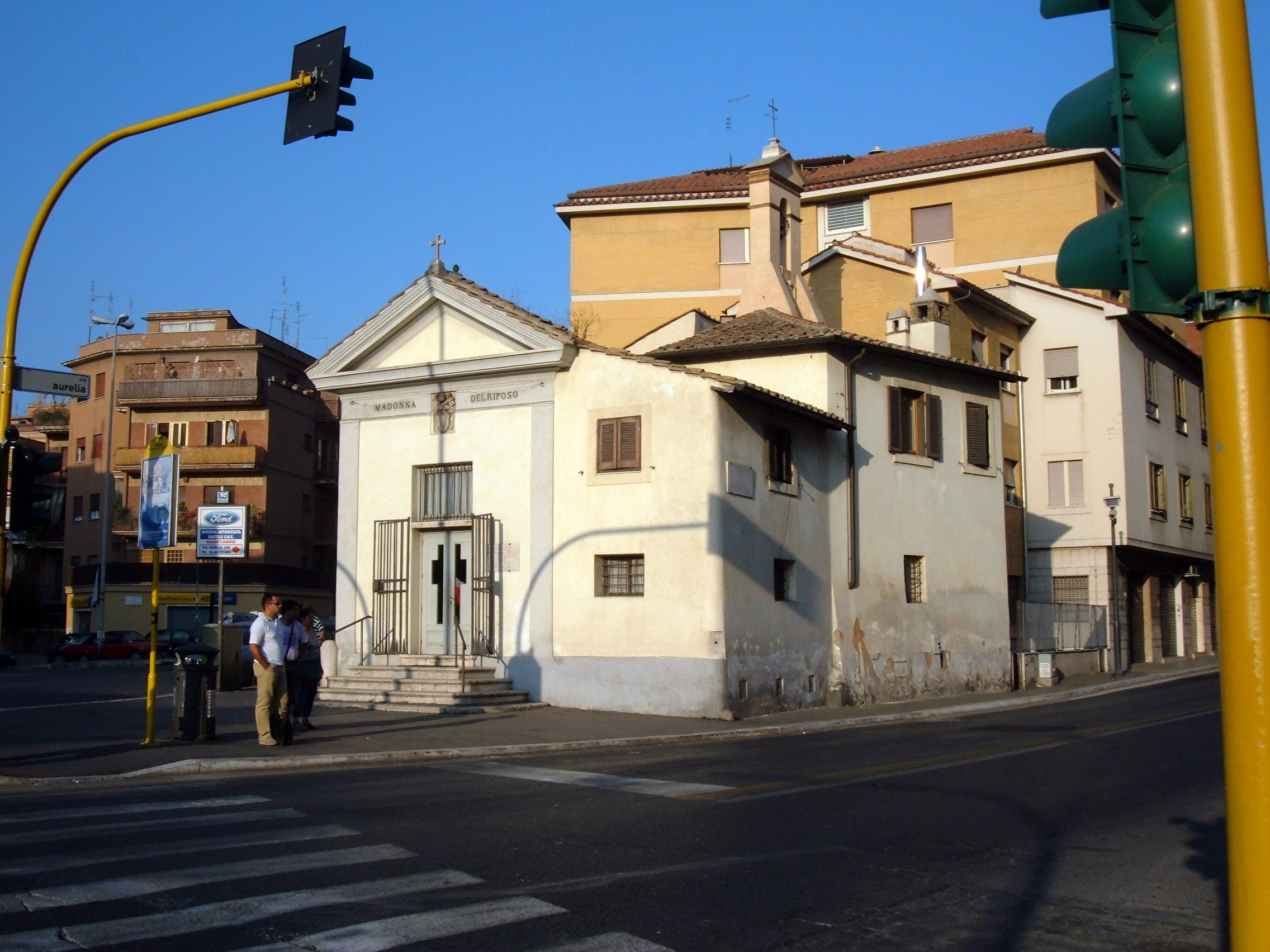
Vista da igreja.

Santa Maria del Riposo é uma igreja de Roma localizada no cruzamento da Via Aurelia e da Via della Madonna del Riposo, no quartiere Aurelio. É dedicada a Virgem Maria sob o título de "Nossa Senhora do Repouso".

## História
As origens desta pequena igreja são incertas, provavelmente uma antiga edícula rural transformada num oratório no século XV, época da qual são as primeiras informações escritas sobre ela. A igreja foi depois restaurada e embelezada pelos papas do século XVI, em particular Pio IV, a quem uma placa no interior atribui a construção, em 1561, para permitir uma veneração mais adequada de um ícone mariano, a "Madonna del Riposo", famoso por ter realizado muitos milagres segundo a tradição popular. A igreja foi ampliada em 1566 por Pio V, que mandou construir nas imediações uma casa de campo, conhecida como Casale di San Pio V, destruída em 1958 para permitir o alargamento da via: dela resta apenas um portal de silhares. Outras obras de restauração foram executadas em 1901 (como atesta uma lápide no interior) e 1958, durante o pontificado de Pio XII, o autor da famosa "Oração à Madonna del Riposo". Nesta última, a igreja, considerada como valiosa por representar um dos raros exemplos de arquitetura rural em Roma, foi praticamente reconstruída.
Atualmente, a igreja é uma igreja subsidiária da paróquia de San Pio V.

## Descrição

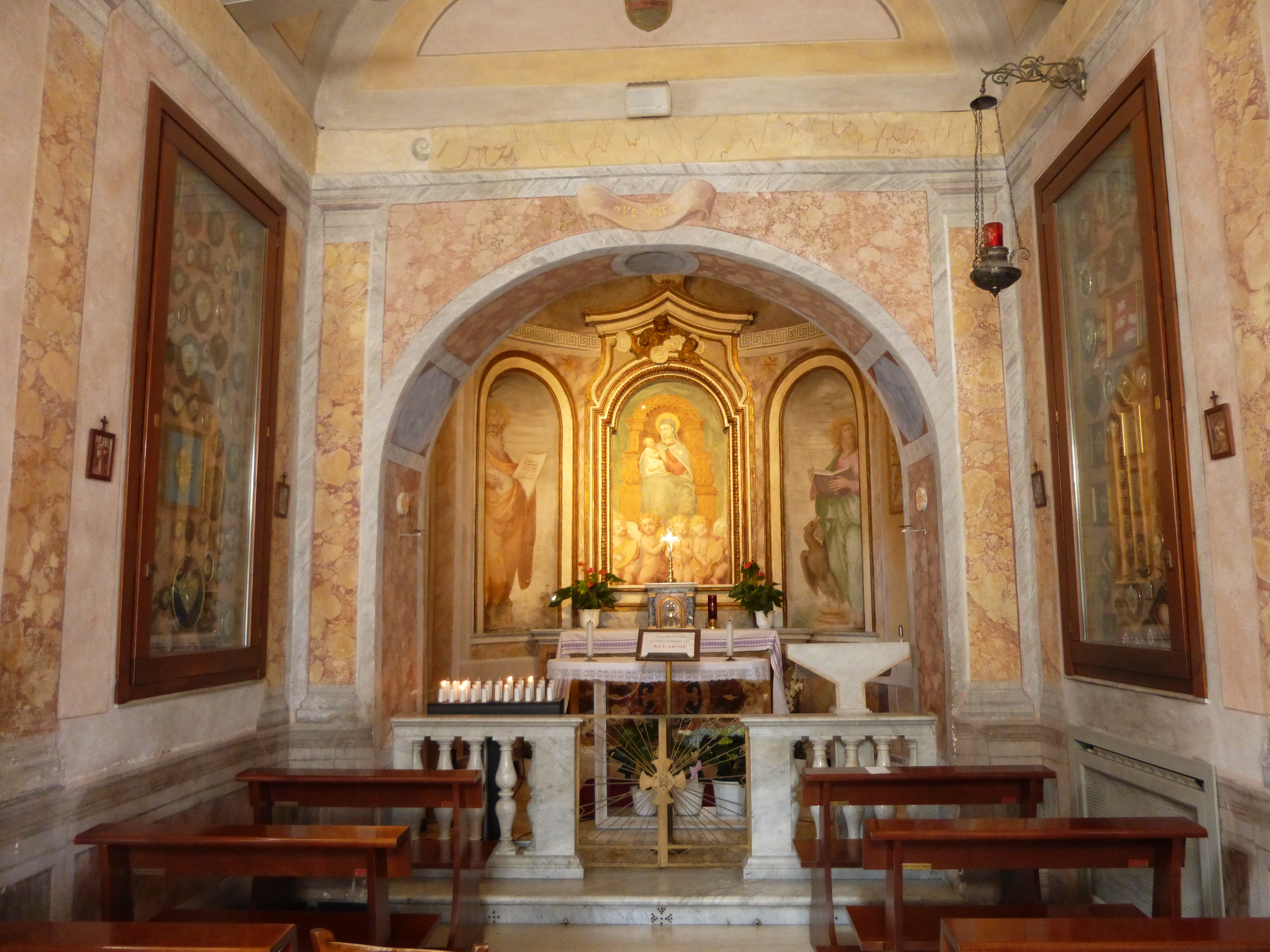
Vista do interior, com destaque para o famoso ícone da Madonna del Riposo.

Externamente, a igreja se apresenta de forma muito simples, com uma fachada encimada por um tímpano e um pequeno campanário. Na fachada está a inscrição "Madonna del Riposo" e o brasão de Pio V. Do lado da porta de entrada, precedido por cinco degraus, está uma lápide que relembra as obras de restauração executadas durante o pontificado de Pio XII.
O interior tem uma única nave, com um pequeno arco triunfal rebaixado que separa o ambiente em duas portas: a região para os fieis, da qual se abre a porta para a sacristia, e o presbitério, onde está o venerado afresco. Este, exposto na parede de fundo da pequena abside, é da época do Renascimento. Na abóbada está presente um outro afresco, "Coroação da Virgem Maria". Nas paredes laterais estão expostos muitos ex-votos dos fieis.